# Henrik Danielsen
Henrik Danielsen (ur. 21 stycznia 1966) – duński szachista, reprezentant Islandii od 2006, arcymistrz od 1996 roku.

## Kariera szachowa
Pierwszy sukces odniósł w roku 1984, triumfując (przed Carstenem Hoi) w kołowym turnieju w Allerodzie. W 1987 zadebiutował w indywidualnych mistrzostwach Danii, zajmując IV miejsce. Na początku lat 90. awansował do krajowej czołówki. W 1993 podzielił I miejsce (wraz z Igorem Chenkinem i Johnem Emmsem) w tradycyjnym otwartym turnieju Politiken Cup w Kopenhadze. Znalazł się również wśród sześciu zwycięzców (wraz z m.in. Nickiem de Firmianem, Ralfem Akessonem i Larsem Bo Hansenem) kolejnego openu w Farum. W 1994 zdobył pierwszy medal mistrzostw Danii, zajmując w Odense III miejsce. W następnym roku w mistrzostwach kraju rozegranych w Ringsted wywalczył medal srebrny. W 1996 był najbliżej tytułu mistrza Danii, dzieląc I miejsce z Peterem Heine Nielsenem. W dogrywce o złoty medal uległ jednak 2½ - 3½ i zdobył kolejny w swojej karierze tytuł wicemistrza kraju. W 1997 zajął II miejsce (za Johannem Hjartarsonem) w turnieju Aruna w Kopenhadze, natomiast w 1999 zwyciężył w Schwerinie. W 2003 triumfował (wraz z Tomasem Oralem) w turnieju B w Selfoss, w 2005 podzielił II miejsce (za Konstantinem Sakajewem) w kolejnym turnieju Politiken Cup w Taastrup. W 2006 r. podzielił I miejsce (wraz z Emilem Hermanssonem) w Klaksvík. W 2008 r. podzielił również I m. w Reykjaviku (wspólnie z Davidem Kjartanssonem) oraz w Kopenhadze (wspólnie z Larsem Schandorffem, Stellanem Brynellem i Nikolajem Mikkelsenem), samodzielnie zwyciężył w Barlinku (memoriał Emanuela Laskera) oraz zdobył srebrny medal indywidualnych mistrzostw Islandii. W 2009 r. zdobył tytuł mistrza kraju, natomiast w 2011 r. w finałowym turnieju zajął III m., zdobywając brązowy medal. W 2012 r. zwyciężył w międzynarodowym turnieju w Borup.
Wielokrotnie reprezentował Danię i Islandię w turniejach drużynowych, m.in.:
- sześciokrotnie na olimpiadach szachowych (w latach 1992, 1994, 1996, 2006, 2008, 2012)[3],
- czterokrotnie na drużynowych mistrzostwach Europy (w latach 1992, 2007, 2011, 2013)[4],
- na turnieju o Puchar Nordycki (Nordic Cup) (w roku 1985); medalista: srebrny – wspólnie z drużyną (1985)[5].

Najwyższy ranking w dotychczasowej karierze osiągnął 1 maja 2011 r., z wynikiem 2545 punktów zajmował wówczas 4. miejsce wśród islandzkich szachistów.